# Jung Bu-kyung
Jung Bu-kyung (* 26. Mai 1978) ist ein ehemaliger südkoreanischer Judoka. Er war Olympiazweiter 2000 im Extraleichtgewicht, der Gewichtsklasse bis 60 Kilogramm.

## Sportliche Karriere
Der 1,73 m große Jung Bu-kyung erkämpfte 1998 den Titel bei den Weltmeisterschaften der Studierenden. 1999 gewann er bei den Asienmeisterschaften in Wenzhou durch eine Finalsieg gegen den Usbeken Alisher Muxtarov. Bei den Olympischen Spielen 2000 in Sydney erreichte er mit drei Ippon-Siegen das Halbfinale, dort bezwang er Alisher Muxtarov in einem Kampf über die volle Dauer. Im Finale traf er auf den Japaner Tadahiro Nomura, der nach 14 Sekunden siegte.
Ende 2001 stieg Jung Bu-kyung ins Halbleichtgewicht auf, die Gewichtsklasse bis 66 Kilogramm. 2003 gewann er in dieser Gewichtsklasse den Titel bei den Asienmeisterschaften durch einen Finalsieg über den Mongolen Dashdavaa Gantumur. Sein letzter großer Erfolg im Judo war der Gewinn des südkoreanischen Teams bei den Mannschaftsweltmeisterschaften 2005.
Von 2007 bis 2009 war Jung Bu-kyung als Mixed-Martial-Arts-Kämpfer aktiv. Er verlor jeden seiner vier professionellen Kämpfe.